# Ставок (зупинний пункт)
72 кіломе́тр — пасажирський залізничний зупинний пункт Куп'янської дирекції Південної залізниці.

## Загальний опис
Розташований неподалік від села Вірівка, Вовчанський район, Харківської області на лінії Оливине — Огірцеве між станціями Приколотне (12 км) та Білий Колодязь (7 км).
Станом на травень 2019 року щодоби чотири пари приміських дизель-поїздів здійснюють перевезення за маршрутом Вовчанськ — Куп'янськ-Вузловий.